# 月湖公園北駅
月湖公園北駅（げつここうえんきたえき）は、中華人民共和国湖南省長沙市開福区にある3号線と5号線の駅である。

## 駅構造
- 1号線：島式ホーム1面

## 駅周辺
- 洪山路
- 洪西社区
- 月湖公園